# Sonnet 18
Il Sonetto 18 o Shall I compare thee to a summer's day? è il diciottesimo dei Sonnets di William Shakespeare. Il tema principale trattato è l'immortalità della letteratura.

## Testo
Thou art more lovely and more temperate.

Rough winds do shake the darling buds of May,

And summer's lease hath all too short a date.

Sometime too hot the eye of heaven shines,

And often is his gold complexion dimmed,

And every fair from fair sometime declines,

By chance or nature's changing course untrimmed;

But thy eternal summer shall not fade,

Nor lose possession of that fair thou owest;

Nor shall Death brag thou wander'st in his shade,

When in eternal lines to time thou grow'st:

So long as men can breathe or eyes can see,
So long lives this and this gives life to thee.»

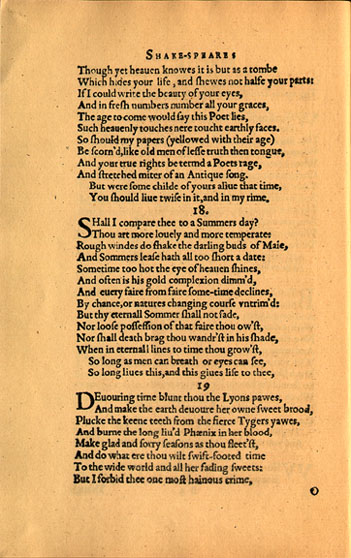
Il 18 sonetto di Shakespeare

Tu sei più amabile e più tranquillo.

Impetuosi venti scuotono le tenere gemme di Maggio,

E il corso dell'estate ha fin troppo presto una fine.

Talvolta troppo caldo splende l'occhio del cielo,

E spesso la sua pelle dorata s'oscura;

Ed ogni cosa bella la bellezza talora declina,

spogliata per caso o per il mutevole corso della natura.

Ma la tua eterna estate non dovrà svanire,

Né perder la bellezza che possiedi,

Né dovrà la morte farsi vanto che tu vaghi nella sua ombra,

Quando in eterni versi nel tempo tu crescerai:

Finché uomini respireranno o occhi potran vedere,
Queste parole vivranno, e daranno vita a te."»
(William Shakespeare, Sonetti)

### Analisi del testo
Il sonetto numero 18 appartiene ai 126 sonetti che, nel complesso dei 154 composti da Shakespeare, sono dedicati al fair youth. È ricordato oggi come uno tra i sonetti più famosi della letteratura inglese. Il poeta si chiede se possa paragonare il ragazzo di cui è innamorato a un giorno d'estate (v. 1), ma si rende conto che questo è più amabile, poiché il suo carattere non è scosso dai violenti venti (v. 3), o bruciato al sole dall'eccessivo caldo (v. 5), e la sua dolcezza dura più dell'estate in sé, che dopo un breve tempo muore con l'autunno (v. 6). Ogni bellezza è destinata a scomparire e a morire (v. 7), o per la sorte o per il ciclo naturale (v. 8): ma il giovane oggetto del suo amore, paragonato a un'estate eterna, non scomparirà (v. 9) né perderà la sua bellezza (v. 10) né vagherà nell'ombra della morte (v. 11), poiché la poesia, immortale, gli donerà vita (v. 12) fino a quando gli uomini potranno respirare o gli occhi potranno vedere (v. 13), fino a quando vive questo sonetto e questo dà vita a te (v. 14).

## Curiosità
- Il musicista e cantante britannico David Gilmour dei Pink Floyd ha musicato e cantato il Sonnet 18 di Shakespeare.
- Il musicista e cantante britannico Bryan Ferry ha musicato e cantato il Sonnet 18 di Shakespeare.
- Nel direct-to-video Koda, fratello orso 2 è presente questo sonetto in una versione parodiata.
- Michelle Williams ha recitato il sonetto durante il funerale di Heath Ledger.
- Nell'episodio L'uomo schizoide della seconda stagione di Star Trek - The Next Generation il capitano Picard recita una strofa del sonetto.
- Nel secondo episodio della terza stagione di Doctor Who viene dedicato da Shakespeare stesso a Martha Jones.
- Il cantante e cantautore Dan Smith, leader della band britannica Bastille ha ammesso che quando ha scritto la canzone Poet è stato ispirato da questo sonetto.
- Nel film L'attimo fuggente il personaggio Charlie "Nuanda" Dalton recita l'incipit di questo sonetto e afferma scherzosamente di averlo appena composto.
- Nel film Nomadland (C. Zhao, 2020) il sonetto viene recitato dalla protagonista, interpretata da Frances McDormand.
- Nel film Boygirl - Questione di... Sesso il protagonista Woody Dean recita l'incipit del sonetto come complimento alla ragazza che ama, affermando di non essere bravo quanto Shakespeare.